# Les Égouts du paradis
Les Égouts du paradis is een Franse film van José Giovanni die werd uitgebracht in 1979.
Het scenario is gebaseerd op het ware verhaal van de 'kraak van de eeuw' zoals verteld in de gelijknamige roman van Albert Spaggiari, het brein achter de kraak. 

## Samenvatting
De film vertelt het verhaal van Albert Spaggiari, de gangster die met de hulp van enkele collega's uit Marseille, tijdens de zomer van 1976, enkele honderden kluizen van de Société Générale in Nice leeghaalde. 
Ruim drie maanden na de perfect uitgevoerde kraak werd Spaggiari aangehouden. Hij legde volledige bekentenissen af. Nog eens vijf maanden later slaagde hij er wonderwel in te ontsnappen via een raam van het gerechtsgebouw. Nadat hij met een motorfiets aangekomen was in zijn schuiloord begon hij zijn boek te schrijven.

## Rolverdeling
| Acteur               | Personage        |
| -------------------- | ---------------- |
| Francis Huster       | Albert Spaggiari |
| Jean-François Balmer | 68               |
| Lila Kedrova         | Charlotte        |
| Bérangère Bonvoisin  | Mireille         |
| Gabriel Briand       | Mike la Baraka   |
| Clément Harari       | de Egyptenaar    |
| Michel Subor         | Biki le Targui   |
| Jean Franval         | de oude Joseph   |
| Michel Peyrelon      | Pierre           |
| André Pousse         | Machin, de kale  |